# Nicholas Mansergh
Philip Nicholas Seton Mansergh (* 27. Juni 1910 in Tipperary; † 16. Januar 1991)  war ein irischer Historiker.
Mansergh war der Sohn eines Eisenbahningenieurs und studiert an der Universität Oxford (Pembroke College) Moderne Geschichte. Danach war er Tutor in Oxford. Im Zweiten Weltkrieg arbeitete er erst in der Abteilung Irland und dann Commonwealth des British Ministry of Information. Nach dem Krieg war er Professor für britische Commonwealth Beziehungen am Chatham House. 1953 wurde er Smuts Professor of the History of the British Commonwealth (ein neu gegründeter Lehrstuhl) an der Universität Cambridge. 1969 bis 1979 war er Master des St. John’s College. 1973 wurde er zum Mitglied (Fellow) der British Academy gewählt.
Er war mehrfach Gastprofessor an der Indian School of International Studies in New Delhi.
Er befasste sich mit irischer Geschichte und Geschichte des Commonwealth, worüber er ein Standardwerk schrieb. Ab 1967 gab er im Auftrag der britischen Regierung die Akten des Übergangs von Indien in die Unabhängigkeit heraus.
Er war OBE seit 1946.
Er war seit 1939 mit Diana Mary Keeton verheiratet und hatte fünf Kinder. Sein Sohn Martin Mansergh (* 1946) wurde Politiker, Journalist und Historiker in Irland.

## Schriften
- The Irish Free State: Its Government and Politics, Allen and Unwin 1934
- The Government of Northern Ireland: A Study in Devolution, Allen and Unwin 1936
- Ireland in the Age of Reform and Revolution, Allen and Unwin 1940, Neuauflage als The Irish Question, 1840–1921, 1965, 1975
- The Commonwealth Experience, Weidenfeld and Nicolson 1969, 1982
  - Deutsche Ausgabe: Das britische Commonwealth. Entstehung, Geschichte, Struktur. Kindlers Kulturgeschichte 1969
- Herausgeber: Constitutional Relations between Britain and India: The Transfer of Power, 1942–1947, 12 Bände, 1967–82
- The Unresolved Question: The Anglo-Irish Settlement and its Undoing 1912–72, Yale University Press 1991
- Nationalism and Independence: Selected Irish Papers by Nicolas Mansergh, Cork University Press 1997, Herausgeber Diana Mansergh
- Independence Years: The Selected Indian and Commonwealth Papers of Nicholas Mansergh, Oxford University Press, 2000, Herausgeber Diana Mansergh